# Балахнинский
Балахнинский — рабочий посёлок в Бодайбинском районе Иркутской области. Административный центр Балахнинского муниципального образования.

## География
Расположен посреди тайги, на реке Бодайбо при впадении в неё ключа Балахнинский в 18 км к северу от города Бодайбо и в 900 км к северо-востоку от Иркутска.
Через посёлок проходит автодорога от города Бодайбо на север — к посёлкам Артёмовский, Кропоткин, Перевоз. Вблизи города Бодайбо имеется аэропорт. Железных дорог нет.

## История
Возник в 1954 г. в связи с разработкой золотого прииска Дражный. Статус поселка городского типа с 1976 г.

## Население
| 1979  | 1989  | 2002  | 2009  | 2010  | 2011  | 2012  |
| ----- | ----- | ----- | ----- | ----- | ----- | ----- |
| 1473  | ↗2124 | ↘1720 | ↘1467 | ↘1300 | ↘1294 | ↘1222 |
| 2013  | 2014  | 2015  | 2016  | 2017  | 2021  |       |
| ↘1193 | ↘1135 | ↘1092 | ↘1055 | ↘1021 | ↘925  |       |